# Selenicereus mirandae
Selenicereus mirandae là một loài thực vật có hoa trong họ Cactaceae. Loài này được Bravo miêu tả khoa học đầu tiên năm 1967.